# Stachys canescens
Espèce
Classification phylogénétique
Stachys canescens est une espèce de plantes à fleurs de la famille des Lamiaceae. C'est un plante herbacée endémique au sud du Péloponnèse.

## Étymologie
Canescens signifie « grisonnant » en latin.

## Distribution
Espèce endémique au sud du Péloponnèse: Magne, Messénie et mont Taygète.

## Description
- Plante herbacée haute de 15 à 50 cm.
- Fleurs blanches en épi dense sans espace. les bractées sont plus longues que le calice. La lèvre supérieure est entière. Le labelle est blanc avec quatre raies fines violettes
- Feuilles arrondies, légèrement dentées, bosselées[1].

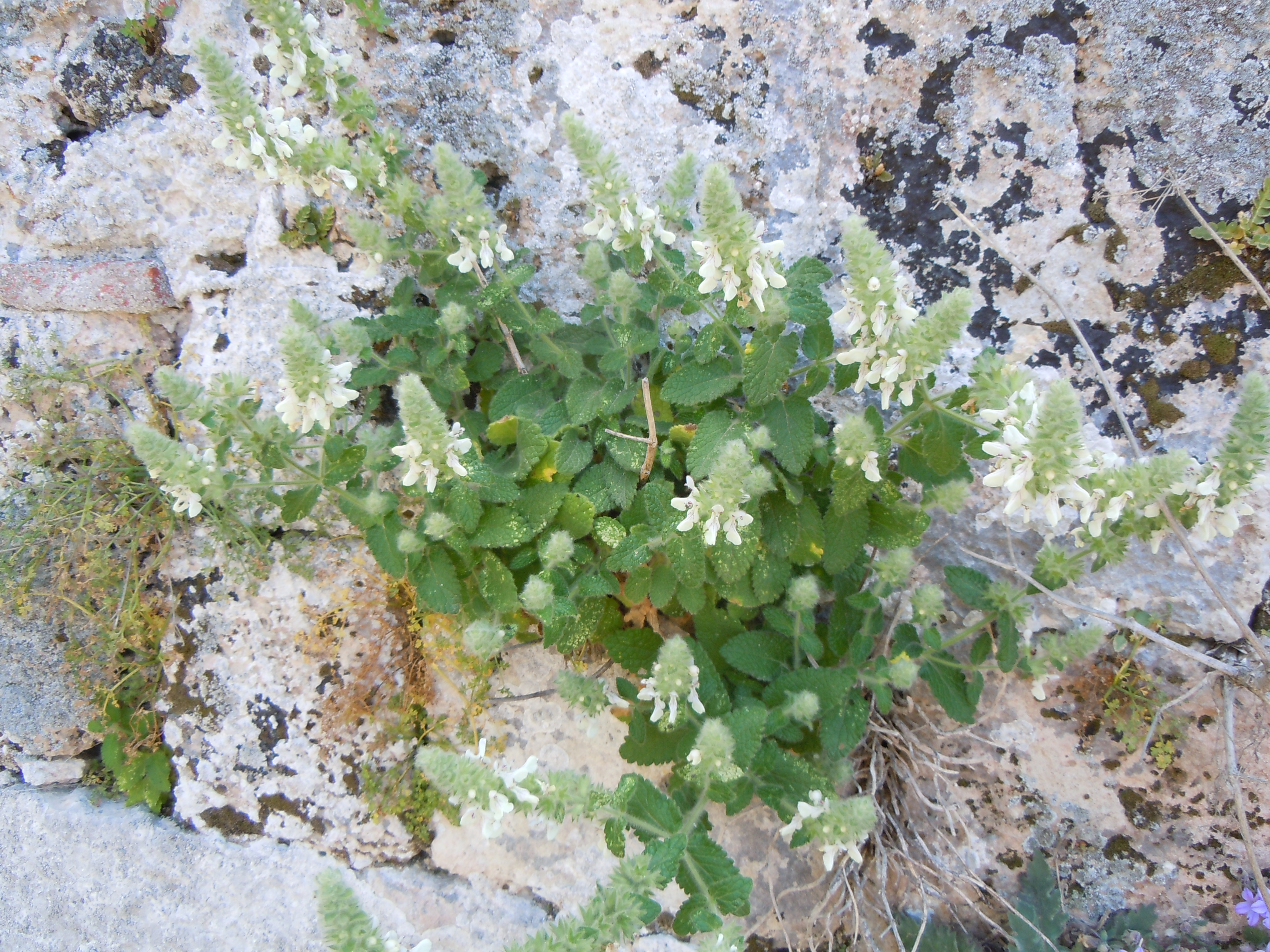
Vue de la plante dans des rochers

## Habitat
Rochers calcaires.